# Grecia en los Juegos Paralímpicos de Atenas 2004
Grecia estuvo representada en los Juegos Paralímpicos de Atenas 2004 por un total de 124 deportistas, 107 hombres y 17 mujeres.

## Medallistas
El equipo paralímpico griego obtuvo las siguientes medallas:
| Nombre                 | Deporte   | Evento                         |
| ---------------------- | --------- | ------------------------------ |
| Oro                    |           |                                |
| Charalampos Taiganidis | Natación  | 100 m espalda S13 masculino    |
| Charalampos Taiganidis | Natación  | 100 m mariposa S13 masculino   |
| Christos Tampaxis      | Natación  | 50 m espalda S1 masculino      |
| Plata                  |           |                                |
| Anthi Karagianni       | Atletismo | 100 m T13 femenino             |
| Anthi Karagianni       | Atletismo | 400 m T13 femenino             |
| Anthi Karagianni       | Atletismo | Salto de longitud F13 femenino |
| Georgios Karaminas     | Atletismo | Peso F52 masculino             |
| Efthymios Kalaras      | Atletismo | Disco F54 masculino            |
| Maria Kalpakidou       | Natación  | 50 m espalda S2 femenino       |
| Maria Kalpakidou       | Natación  | 50 m libre S2 femenino         |
| Christos Tampaxis      | Natación  | 50 m libre S1 masculino        |
| Christos Tampaxis      | Natación  | 100 m libre S1 masculino       |
| Konstantinos Fykas     | Natación  | 50 m libre S8 masculino        |
| Konstantinos Fykas     | Natación  | 100 m libre S8 masculino       |
| Alex Taxildaris        | Natación  | 50 m espalda S1 masculino      |
| Charalampos Taiganidis | Natación  | 50 m libre S13 masculino       |
| Bronce                 |           |                                |
| Paraskevi Kantza       | Atletismo | 100 m T11 femenino             |
| Christos Angourakis    | Atletismo | Peso F53 masculino             |
| Georgios Kapellakis    | Natación  | 50 m espalda S2 masculino      |
| Ioannis Kostakis       | Natación  | 100 m libre S3 masculino       |